# Мурадян Бадал Амаякович
Бадал Амаякович Мурадян — радянський політичний та партійний діяч, голова Ради міністрів Вірменської РСР у 1966—1972 роках. Кандидат у члени ЦК КПРС у 1966—1976 роках. Депутат Верховної Ради СРСР 6—8-го скликань. 

## Біографія
Народився 8 січня 1915 року в селе Чибухчі Еріванської губернії (нині Октемберянський район Вірменії).

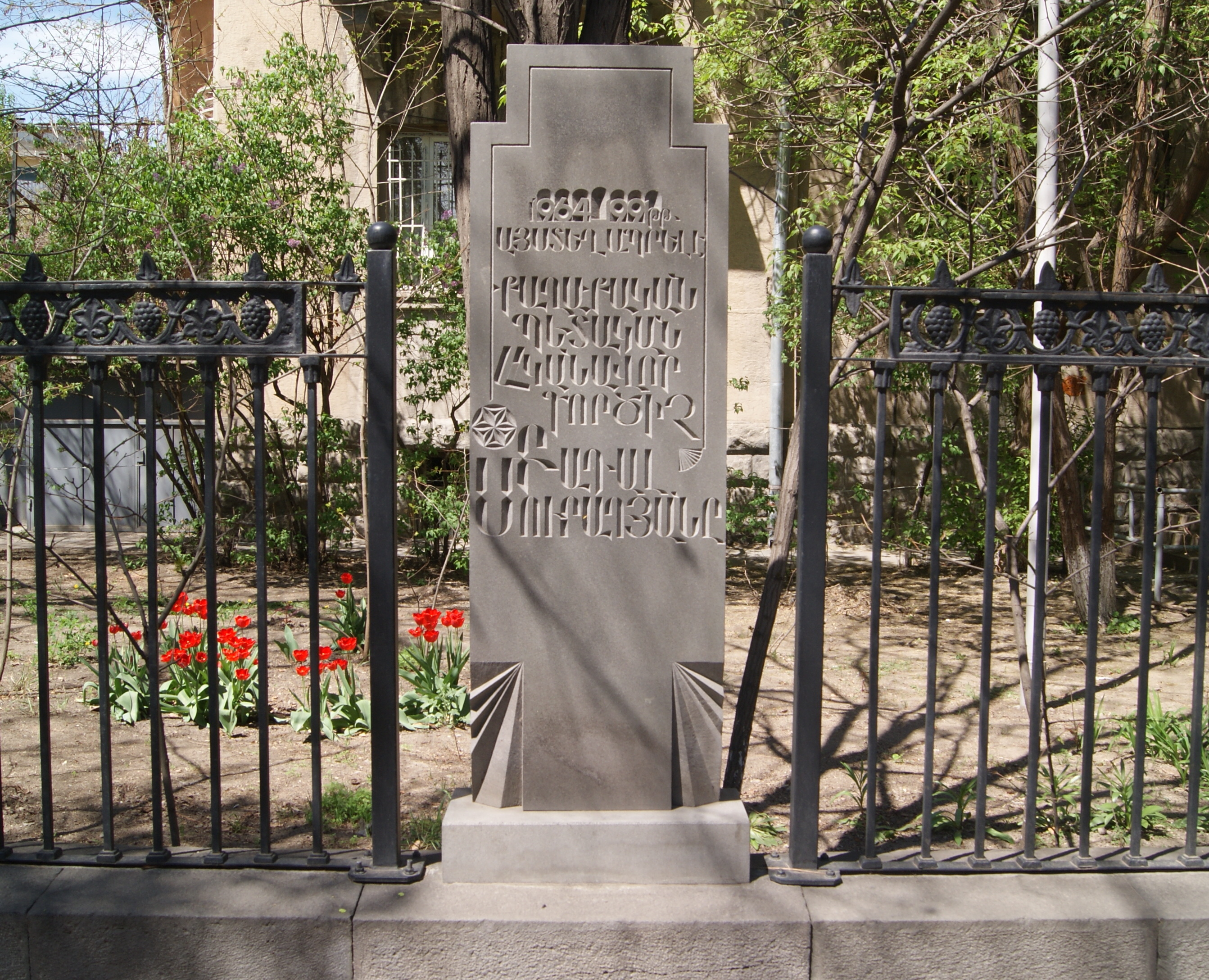

### Освіта
1937 року закінчив Єреванський хімічний технікум. З 1939 до 1942 року навчався у Єреванському політехнічному інституті, закінчив його після війни, 1948 року.

### Трудова діяльність
- 1937–1938 — начальник зміни на Ленінградському заводі синтетичного каучуку.
- 1938-1939 — завідувач хімічною лабораторією в Єревані.
- 1942–1943 — служив у Червоній Армії.
- 1943–1945 — геолог тресту «Азнафторозвідка».
- З 1951 — член ВКП(б).
- 1955–1957 — перший секретар Ленінського райкому партії Єревана.
- 1957-1961 — директор заводу імені С. М. Кірова.
- З 1961 — перший секретар Єреванського міськкому КП Вірменії.
- 1962–1974 — депутат Верховної ради СРСР.
- Лютий 1966 — листопад 1972 — голова Ради міністрів Вірменської РСР.
- 1966–1976 — кандидат у члени ЦК КПРС.
- 1972-1976 — заступник начальника техвідділу Єреванського хімкомбінату імені С. М. Кірова.
- З 1976 — директор Єреванського НВО «Наіріт».
- 1977–1981 — генеральний директор Єреванського НВО «Наіріт».
- 1981 — заступник голови Держплану Вірменської РСР.